# استویان گونچف
استویان گونچف (بلغاری: Стоян Гунчев؛ زادهٔ ۱۱ فوریهٔ ۱۹۵۸) بازیکن والیبال اهل بلغارستان است.